# Spodnje Mestinje
Spodnje Mestinje so naselje v Občini Šmarje pri Jelšah.